# Raymond Lindeman
Raymond Laurel Lindeman (1915 – 29 de junho de 1942) foi um ecólogo cuja pesquisa de pós-graduação é considerada como fundadora da ecologia de ecossistemas. Ele fez seu doutorado na Universidade de Minnesota, com uma tese relacionada à  sucessão ecológica do lago Cedar Bog, localizado atualmente na Cedar Creek Ecosystem Science Reserve da Universidade de Minnesota.
Ele realizou seu pós-doutorado na Yale University com o notório limnólogo George Evelyn Hutchinson. Lindeman submeteu um capítulo de sua tese para publicação na revista Ecology que esboçava a Lei dos dez porcento. Seu manuscrito foi rejeitado inicialmente por causa das generalizações, mas foi publicado depois da interferência de Hutchinson e outros, que convenceram o editor da revista sobre os méritos do artigo. O artigo foi publicado em 1942, pouco depois da morte de Lindeman, causada por uma forma rara de hepatite.
Um prêmio anual em homenagem a Lindeman é dado pela American Society of Limnology and Oceanography ao melhor artigo escrito no ano por um jovem cientista da área aquática. Raymond L. Lindeman também é homenageado com uma série de palestras em seu nome no Departmento de Ecologia, Evolução e Comportamento da University de Minnesota, onde também consta em uma placa informativa no monumento chamado Wall of Discovery.

## Publicações
Lindeman publicou vários estudos durante seus vinte e sete anos de vida.
- Lindeman RL (1939). Some affinities and varieties of the planktonic rotifer Brachnionus havanaensis Rouss. Transactions of the American Microscopical Society 58:210-221.
- Lindeman RL (1941). The developmental history of Cedar Creek Bog, Minnesota. American Midland Naturalist 25:101-112.
- Lindeman RL. 1941. Ecological dynamics in a senescent lake. University of Minnesota, Minneapolis, MN.
- Lindeman, RL (1941). «Seasonal food-cycle dynamics in a Senescent Lake». American Midland Naturalist. 26: 636–673. doi:10.2307/2420739
- Lindeman, RL (1942). «Experimental simulation of winter anaerobiosis in a senescent lake». Ecology. 23: 1–13. doi:10.2307/1930867
- Lindeman, RL (1942). «Seasonal distribution of midge larvae in a scenescent lake». American Midland Naturalist. 27: 428. doi:10.2307/2421011
- Lindeman, RL (1942). «The trophic-dynamic aspect of ecology». Ecology. 23: 399–418. doi:10.2307/1930126

## Biografias
Foram publicados vários estudos biográficos e históricos sobre Lindeman:
- Cook, Robert Edward (7 de outubro de 1977). «Raymond Lindeman and the Trophic-Dynamic Concept in Ecology». Science. 198 (4312): 22–26. PMID 17741875. doi:10.1126/science.198.4312.22
- Lindsay, AA (1980). «The ecological way». Naturalist. 31: 1–8
- Reif, CB (1986). «Memories of Raymond Laurel Lindeman». Bulletin of the Ecological Society of America. 67: 20–15
- Sobczak, WV (2005). «Lindeman's trophic dynamic aspect of ecology: "Will you still need me when I'm 64?». Limnology and Oceanography Bulletin. 14: 53–57
- Sterner RW (2012) Raymond Laurel Lindeman and the Trophic Dynamic Viewpoint.  The Limnology and Oceanography Bulletin 21(2): in press. Ms. online.